# Сантес, Пагнус
Пагнус Сантес (Santes Pagnino, 1470, Лукка, Тоскана — 24 августа 1541, Лион) — итальянский востоковед, филолог и библеист. Один из двух известнейших учёных-доминиканцев своего времени (наряду с Сикстом Сиенским).

## Биография
Пагнус родился в 1470 году, в 16 лет он поступил в монастырь в Фьезоле, где учился под руководством Савонаролы и других видных учителей. Он преуспел в изучении восточных языков, современники отмечали его редкую проницательность, легкость и глубину понимания материала. Его гений, усердие и эрудиция привлекли к нему таких влиятельных друзей, как кардиналы Медичи, впоследствии папа Лев X и папа Климент VII. Там же он стал хорошим церковным проповедником, его усердие и красноречие наряду с умением использовать свою эрудицию позволяли ему увлекать за собой аудиторию.
После избрания папы Льва Х в 1513 году он был вызван в Рим, где незадолго до того открылась бесплатная школа восточных языков. В ней Пагнус Сантес преподавал до смерти своего покровителя в 1521 году. После этого он провёл три года в Авиньоне, и последние семнадцать лет своей жизни в Лионе. Здесь он выпустил свои произведения и приложил большие усилия для создания больницы, в которой лечили поражённых чумой. Его усердие и красноречие, позволило противостоять миссии Вальденства и Лютеранства в городе, за что он получил право гражданства. Его могила находилась в Доминиканской церкви в Лионе и на ней была выбита его дата смерти 24 августа 1541 года.
Его произведения стали важной вехой своего времени. В книге «Veteris et Novi Testamenti nova translatio» был выполнен скрупулёзный труд по переводу с иврита с минимальной адаптацией текста, что вызвало интерес к ней со стороны современных ему раввинов. Папа Лев X обещал взять на себя расходы по изданию, но после смерти понтифика помощь оказывали родственники и друзья автора. «Thesaurus linguæ sanctæ» выдержал несколько изданий, интерес к этой книге проявляли как протестанты, так и католики.